# Nagy Bálint-emlékérem
A kitüntetés az első magyar növényorvosnak, a korszerű magyar növényvédelmi szakigazgatás és intézményrendszer megteremtőjének, Nagy Bálintnak állít emléket. Az emlékérem azon személynek adható, aki megfelel az emlékérem odaítélési feltételeinek, aki·a növényvédelem, talajtan, talajvédelem, valamint az agrokémia területén gyakorlati, kutatási, oktatási vagy igazgatási munkáját kimagaslóan végezte;
·      kiemelkedő szakmai tevékenységével jelentős mértékben segítette a mezőgazdasági termelők munkáját;
·      a díjazott munkájára jellemző a fenntarthatóság szem előtt tartása, valamint hasznossága a társadalom számára.
A Nagy Bálint-emlékérem kitüntetés adományozására létrejött 7 fős polgári-szakmai bizottság, tagjai a Magyar Növényvédelmi Társaság elnöke, NÉBIH Növényvédelmi és Borászati Igazgatóság vezetője, Magyar Növényvédő Mérnöki és Növényorvosi Kamara elnöke, továbbá négy magánszemély. Az emlékérmet minden évben egy személy kapja, kivételes esetben egy posztumusz érem is adományozható. Az emlékérem ünnepélyes átadására a kitüntetés évében, a Növényvédelmi Tudományos Napok (NTN) szakmai rendezvényén kerül sor. A kiemelkedő éves szakmai konferenciát 1954 óta 70. alkalommal 2024. február 20-21.-én Budapesten tartják.

## Az elismerést kapták
- Balázs Klára[3] (2019) és
- Egy posztumusz elismerés odaítéléséről is döntött a kitüntetési bizottság, de az elismerés kapott személy végakarata szerint a nyilvánosság felé semminemű megemlékezéshez nem járult hozzá (2019)
- Vajna László[4] (2020)
- Szász Árpád[5] (1935-2021)[6] (2021)
- Pálmai Ottó[7] (2022)
- Kádár Aurél[8] (2023)
- Kajati István[9] (2024)
- Kiss László Lajos[10] (2025)